# Paillette

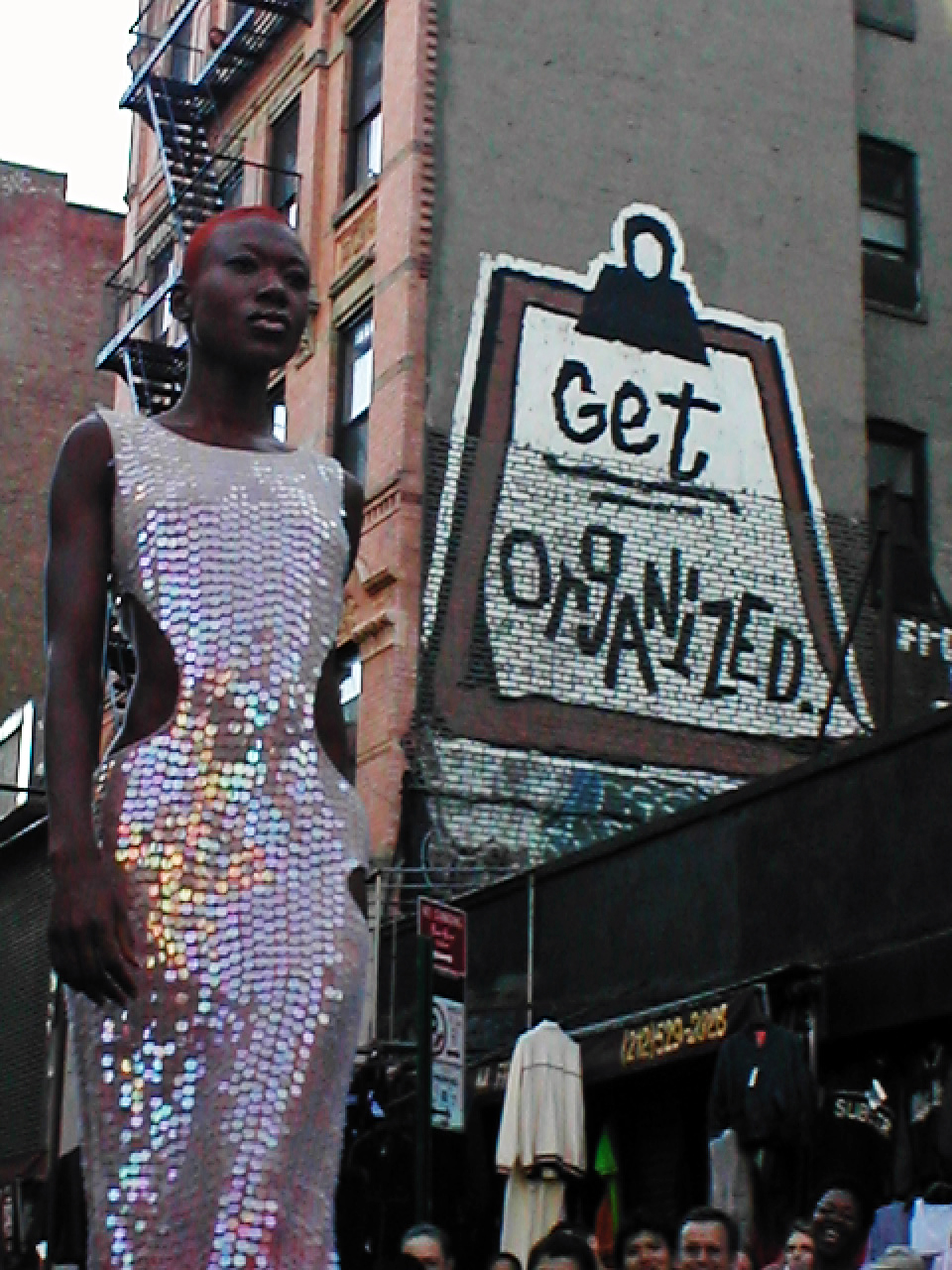
Kleid, bedeckt mit Pailletten

Pailletten (das Wort wird fast ausschließlich im Plural gebraucht; IPA/Aussprache: [paɪ̯ˈjɛtə], anhörenⓘ oder IPA: [paˈjɛtə], anhörenⓘ) ist die Bezeichnung für kleine (Ø4 mm bis Ø10 mm), meist runde oder ovale, flache oder facettierte (Schüsselpailletten), sehr dünne Plättchen aus Metall oder beschichtetem Kunststoff.

## Verwendung

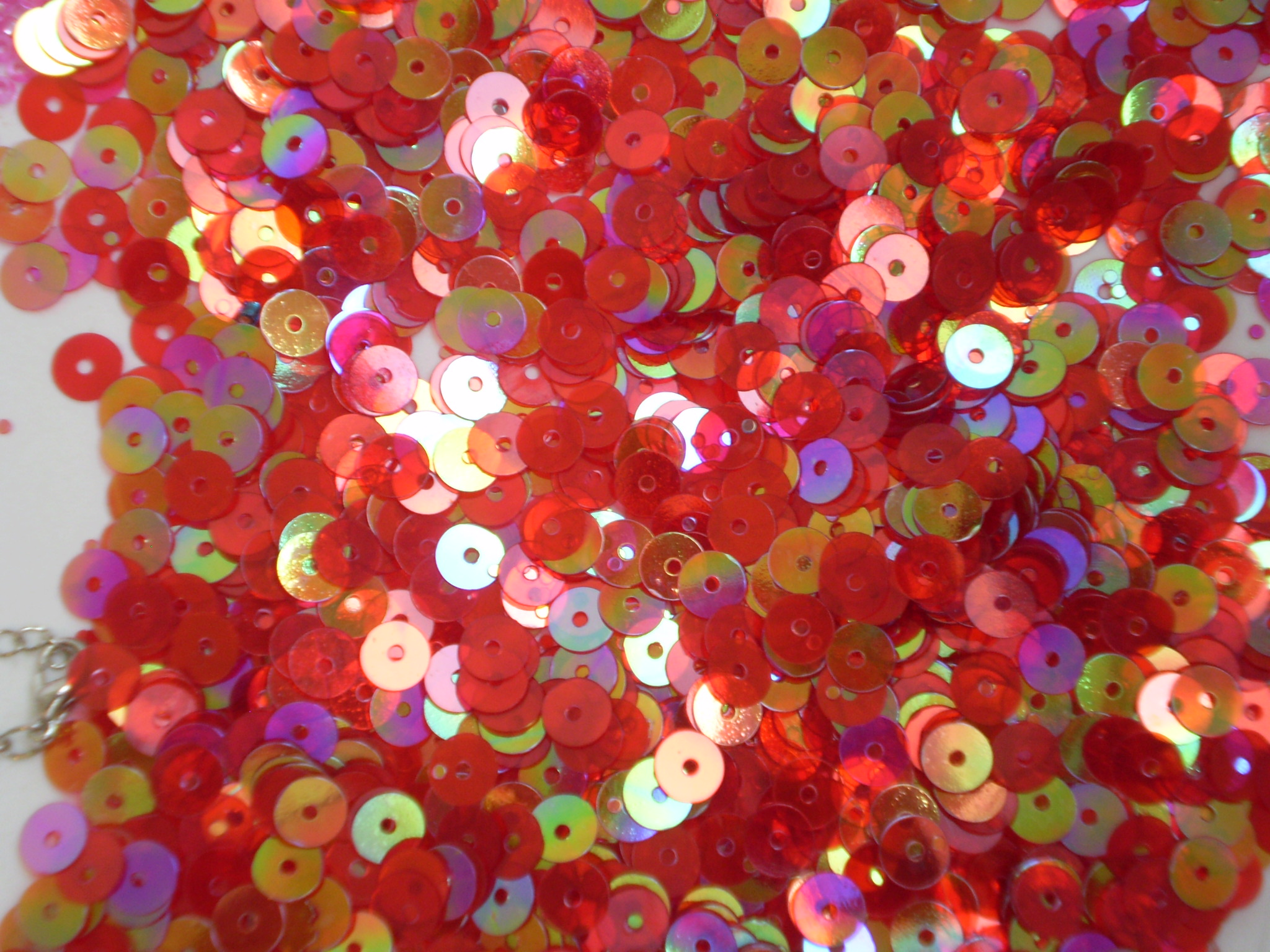
Einzelne Pailletten

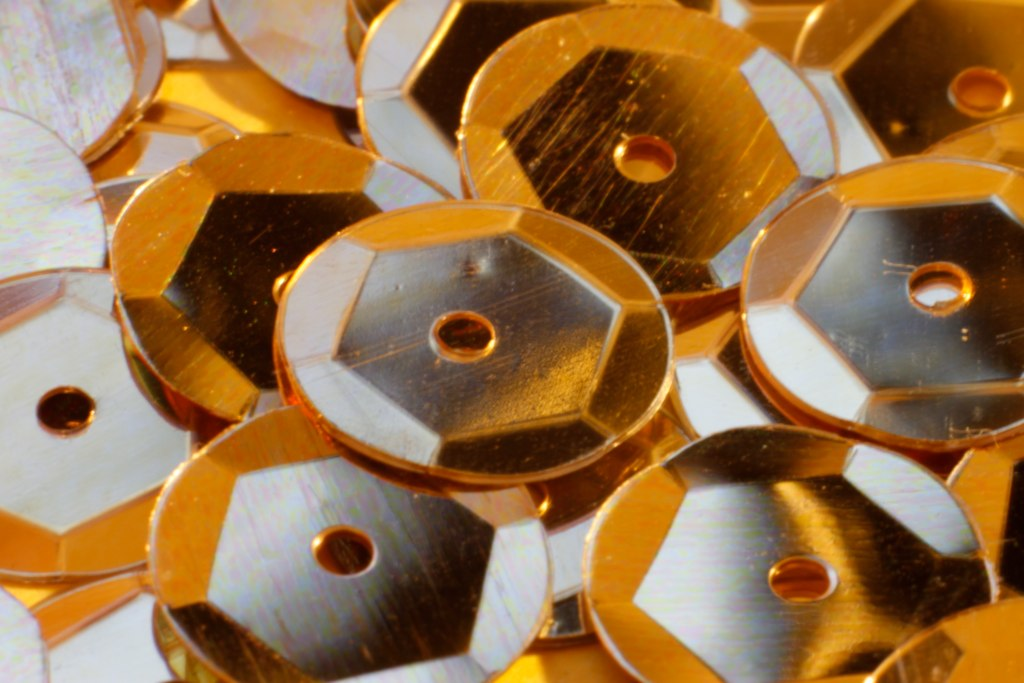
Facettierte Pailletten

Mit Pailletten werden Kleidung oder Teile davon verziert. Im Licht und bei Bewegung glitzern und glänzen sie vielschichtig. Es gibt auch sogenannte Holo-Pailletten, die ähnlich wie Hologrammfolie im Licht zusätzlich in mehreren Farben glänzen. Pailletten werden entweder aufgenäht (dafür sind sie mit einem kleinen Loch versehen) oder aufgeklebt.
Gelegentlich werden Pailletten auch in Kombination mit aufgenähten Strass-Steinen eingesetzt.

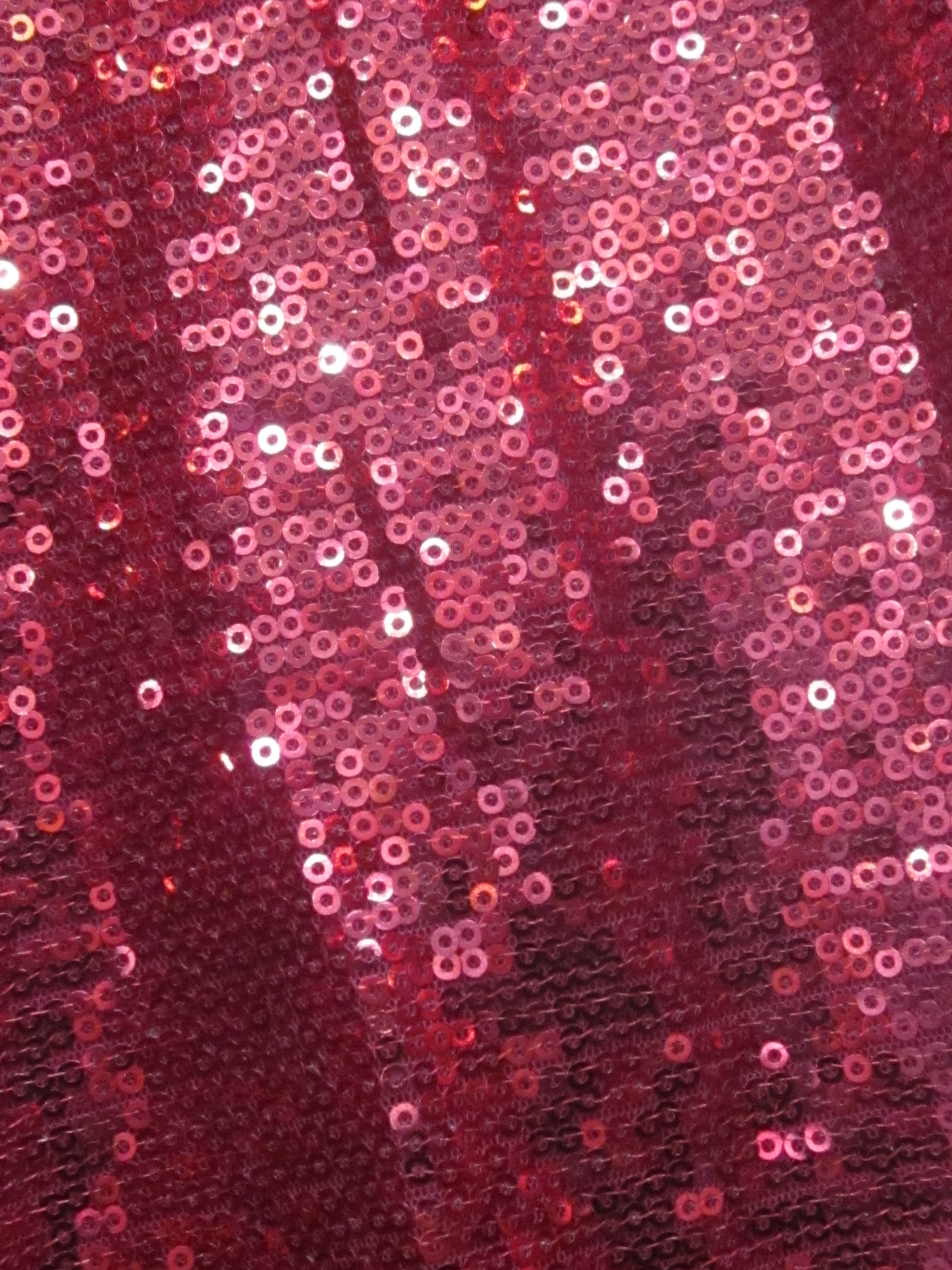
Stoff mit aufgenähten, pinken Pailletten

In den Jahren um 1960 gelang es in der Schweiz, Pailletten mit Stickmaschinen aufzutragen, wodurch eine erschwingliche Verwendung in der Mode möglich wurde.
Der Begriff Paillette stammt vom französischen Wort paille und bedeutet ursprünglich Stroh, Streu, aber auch Flecke in Metallen. Ursprünglich wurden Pailletten aus plattgewalzten Drahtringen (siehe auch Flitter) hergestellt und waren folglich metallfarbig (Gold, Silber, selten Kupfer). Moderne Pailletten aus häufig metallisierter Kunststofffolie werden in vielerlei metallisch glänzenden Farben hergestellt, der Gesamteindruck am Textil ist spiegelnder Schimmer. Aufgenäht werden die Pailletten sowohl an die Kleidung (Abendkleid, Seidentücher beim Orientalischen Tanz, Faschingskostüme und Tanzkleid) als auch zur Verzierung von Accessoires (Handtaschen, Hüte und Schuhe). Auch im Showbusiness werden häufig Bühnenkostüme mit Pailletten eingesetzt.

## Weitere Verwendung der Bezeichnung
Ebenfalls als Paillette oder Paillettine wird ein feiner Kleider- oder Blusenstoff aus Seide, Halbseide oder Kunstseide in Atlasbindung bezeichnet.
In der Reproduktionsmedizin werden als Paillette dünnwandige Plastikröhrchen zur Gefrierkonservierung von Sperma bezeichnet.